# نورمان سلاتر
نورمان سلاتر (بالإنجليزية: Norman Slater)‏ هو لاعب اتحاد الرغبي أمريكي، ولد في 23 يناير 1894 في سان فرانسيسكو في الولايات المتحدة، وتوفي في 1 مارس 1979.

## وصلات خارجية
- نورمان سلاتر عل موقع إسبنسكروم (الإنجليزية)
- نورمان سلاتر على موقع أوليمبيديا (الإنجليزية)